# Froben Christoph von Zimmern

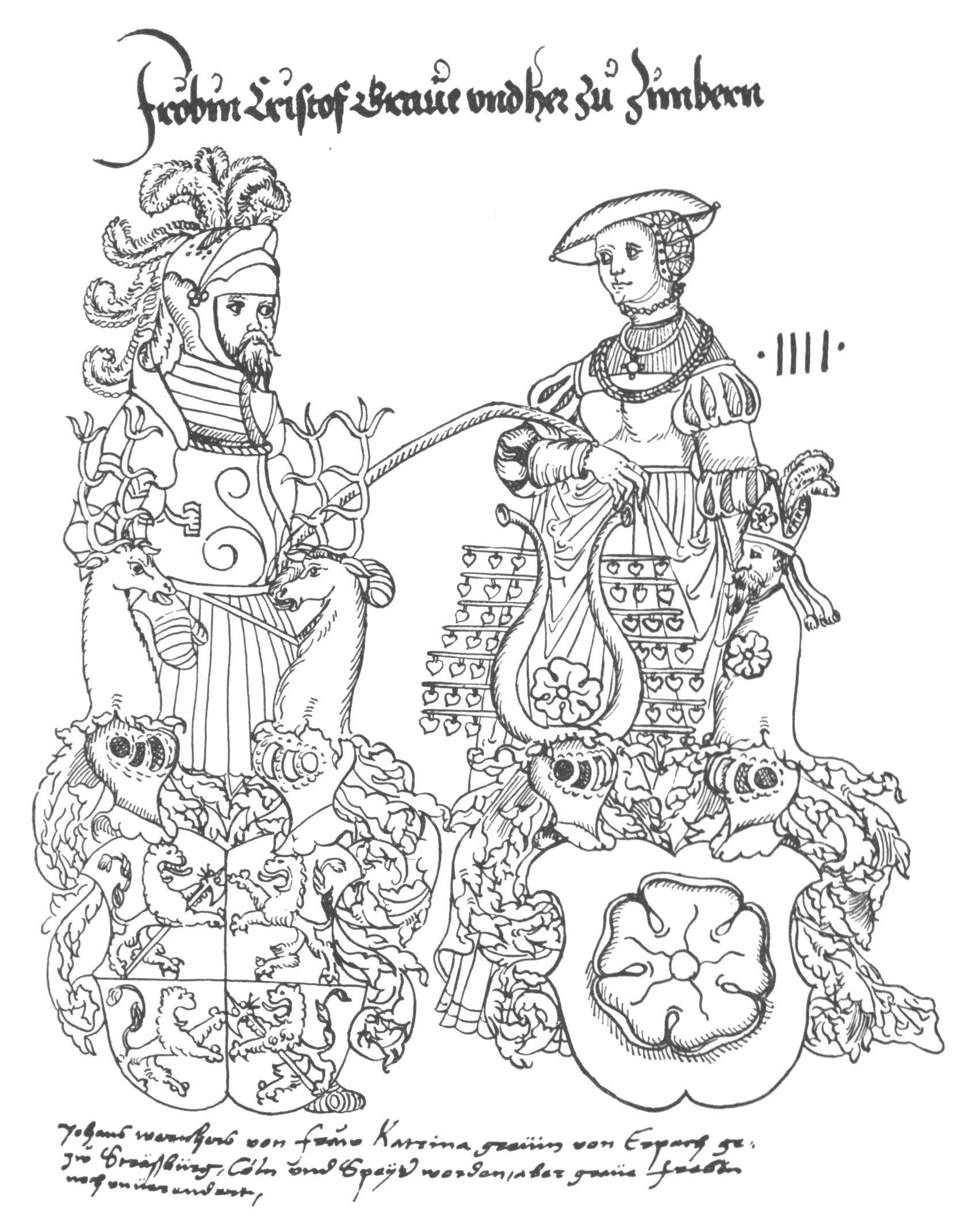
Froben Christoph von Zimmern und seine Gattin Kunigunde Gräfin von Eberstein

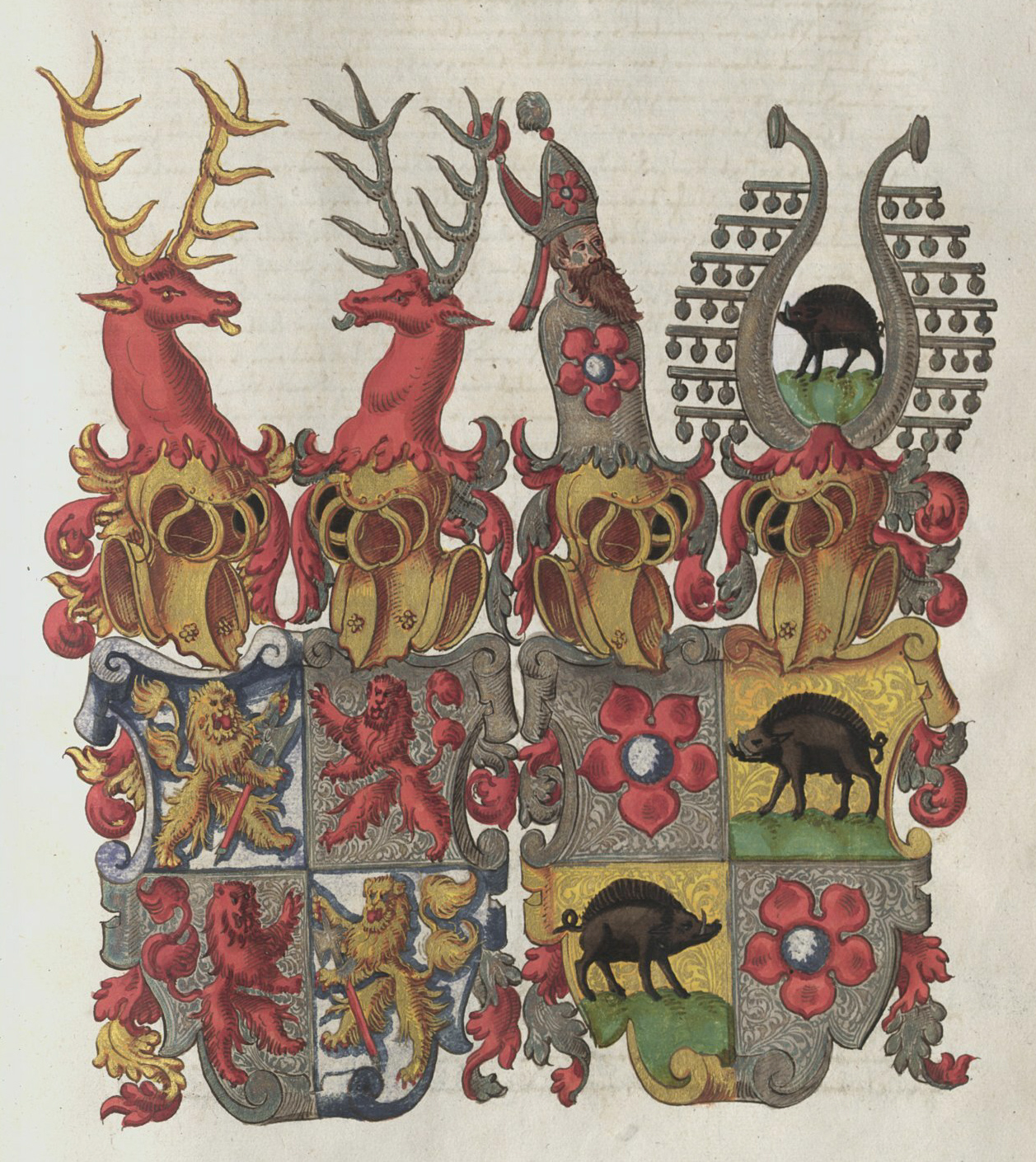
Allianzwappen Zimmern-Eberstein aus der Zimmerischen Chronik, Handschrift B

Froben Christoph von Zimmern (* 19. Februar 1519 auf Schloss Mespelbrunn im Spessart; † 27. November 1566 vermutlich in Meßkirch) war Verfasser der „Zimmerischen Chronik“ und Mitglied der schwäbischen Adelsfamilie Zimmern.
Die folgenden Ausführungen stützen sich vornehmlich auf die Biographie von Beat Rudolf Jenny.

## Jugend und Studienjahre
Froben Christoph von Zimmern wurde am 19. Februar 1519 auf Schloss Mespelbrunn im Spessart als Sohn von Johann Werner von Zimmern und Katharina von Erbach geboren. Er wurde dort und in Aschaffenburg von seinem Stiefgroßvater Philipp Echter und seiner Großmutter, der Gräfin von Werdenberg, erzogen.
Erst 1531 kam er zum ersten Mal in seine zimmerische Heimat. Nach kurzem Aufenthalt auf Burg Falkenstein, der mit einem ersten konfliktgeladenen Treffen mit seinem Vater verbunden war und ihn zum Weggang zu seinem Onkel Gottfried Werner von Zimmern in Meßkirch bewog, begann er, zusammen mit seinem älteren Bruder Johann Christoph, zunächst bis 1533 sein Studium in Tübingen.
Nach einem Aufenthalt in Straßburg studierte er ab dem Winter 1533/34 bis 1536 in Bourges, danach, nach Aufenthalt im Winter 1536/37 in Köln, ab Ostern 1537 ohne seinen Bruder Johann in Löwen. Dort blieb er bis Juli 1539.
Nach kurzem Aufenthalt zuhause reiste er Anfang November 1539 mit dem Plan ab, über Löwen nach Spanien zu reisen, um dort seine Studien fortzusetzen. Diesen Plan lässt er aber in Löwen fallen und im Dezember 1539 reiste Froben Christoph über Paris nach Angers.
Aus Paris datiert vom 23. Februar 1540 sein erstes historisches Opus, der „liber rerum Cimbriacarum“, quasi eine erste (Kurz-)Fassung der Zimmerischen Chronik.
Kurz nach Ostern 1540 reiste Froben zusammen mit seinem jüngeren Bruder Gottfried, mit dem er in Paris zusammengetroffen war, nach Angers weiter. Im Winter 1540/41 setzten sie aber ihre Studien in Tours fort, da die Lebenshaltungskosten in Angers zu hoch geworden waren. Froben erkrankte dort schwer an den Pocken. Es ist aber auch möglich, dass es sich um Auswirkungen seiner alchemistischen Experimente, die er dort unternommen hatte, handelte.
Nach seiner Genesung unternahm er eine überhastete Rückreise nach Meßkirch, da er, auf Grund einer Fehde gegen das Haus Zimmern, um sein Leben fürchtete. Er erreichte Meßkirch Ende Juli 1541. Diese Befürchtung erwies sich aber als unbegründet, so dass Froben im Herbst seine Studien in Speyer fortsetzen konnte. Er wohnte dort bei seinem Onkel Wilhelm Werner, der zu dieser Zeit noch als Beisitzer (Richter erst ab 1548) am dortigen Reichskammergericht tätig war. Nachdem Wilhelm Werner im Juli 1542 seine Tätigkeit am Reichskammergericht (vorübergehend) aufgab, beendete Froben Christoph seine Studien ebenfalls.

## Lehrjahre als schwäbischer Adeliger
Auffallend ist, dass Froben in den ersten 23½ Jahren seines Lebens zum Vater praktisch keinen Kontakt hatte. In den ersten zwölf Jahren gar nicht, die Zeit danach insgesamt deutlich weniger als ein Jahr, verteilt auf vier Kontakte. Die Abneigung war gegenseitig.
Es ist demnach nicht verwunderlich, dass Froben die Zeit bis zu seiner Herrschaftsübernahme bei seinem Onkel Gottfried Werner in Meßkirch und Wildenstein und nicht beim Vater auf Burg Falkenstein verbrachte. Gottfried Werner sah in Froben Christoph, wenn nicht den Sohn, der ihm selbst verwehrt wurde, so doch den Garant für den Erhalt des Geschlechts. Entsprechend kümmerte er sich um dessen Ausbildung.
Die nächsten zwölf Jahre waren eine harte Lehrzeit, da Gottfried Werner seinen Schützling äußerst kurz hielt. Dennoch muss auch ein herzliches Verhältnis bestanden haben, wie folgendes Zitat aus der Zimmerischen Chronik belegt: „Was seltzamer und wunderbarlicher handlungen…zwischen dem alten herren und dem jüngern sich begeben, da wer ain besonderer und ein lustiger tractat von zu schreiben“ (III, 382, 3-5).

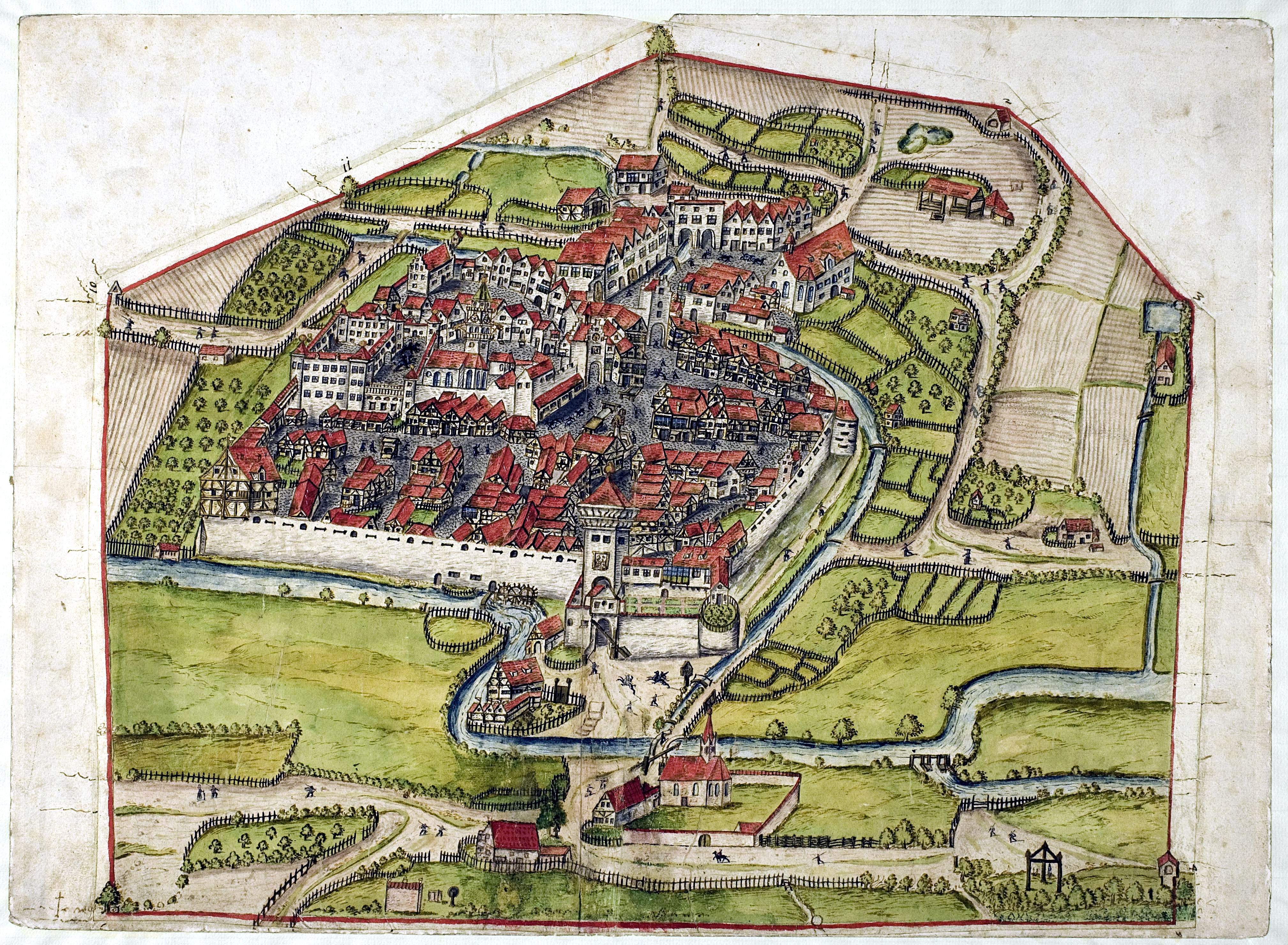
Vogelschau des Ortes Meßkirch, 1575: Oben zu erkennen, die 1550 begonnene Vorstadt mit Neuem Spital und Weisenburg. Siehe auch:

Er wickelte zunächst für seinen Onkel, nach dem Tod des Vaters im Januar 1548, auch für die eigenen Güter das in den Worten Jennys hergebrachte(s) Pflichtenheft des Adligen [ab]…: Verwaltung des eigenen Besitzes, Besuche der grassierenden Schiedstage …, gesellschaftliche Verpflichtungen….
Froben Christoph von Zimmern heiratete 1544 Kunigunde von Eberstein (1524–1601) sie bekamen zehn Töchter (die älteste, Anna von Zimmern heiratete den Grafen Joachim von Fürstenberg-Heiligenberg im Jahr 1562). Drei Jahre später, 1547, nahm er am Reichstag zu Augsburg teil. 1548, nach dem Tod des Vaters kümmerte er sich um die Sicherung seines Erbes. Hierzu gehörte die Auszahlung der Konkubine des Vaters und die Durchsetzung des Erbverzichts der Brüder. Im Juni 1549 reiste er nach Innsbruck, um die Bestätigung der österreichischen Lehen zu empfangen. Am 17. Juni 1549 wurde sein einziger Sohn Wilhelm geboren. Ähnlich wie bei seinem Onkel Gottfried Werner vor ihm, war dies Anlass, zukunftsgerichtete Baumaßnahmen in Angriff zu nehmen. 1550 wurde mit dem Ausbau der Vorstadt Meßkirchs begonnen, dies schon ein Projekt, bei dem ihm der Onkel quasi freie Hand gewährte. Am 9. März 1554 erlitt sein Onkel seinen ersten Schlaganfall. Dieser übergab danach dem Neffen, vor Zeugen, alle Schlüssel und Verfügung über Hab und Gut.

## Landesherr und Chronist
Nach dem Tod Gottfried Werners am 12. April 1554 holte sich Froben sofort die Erbhuldigung der Untertanen seines Onkels ein. Auch die Brüder wurden erneut sehr schnell zum weiteren Erbverzicht genötigt.
1556 unternahm er, aus Anlass der Heirat seines Schwagers Philipp von Eberstein mit Johanna, Gräfin von Donliers in St. Omer, zusammen mit seinen Verwandten eine Flandernreise über Zweibrücken, Trier, Lüttich, Tongern, Löwen und Brüssel.

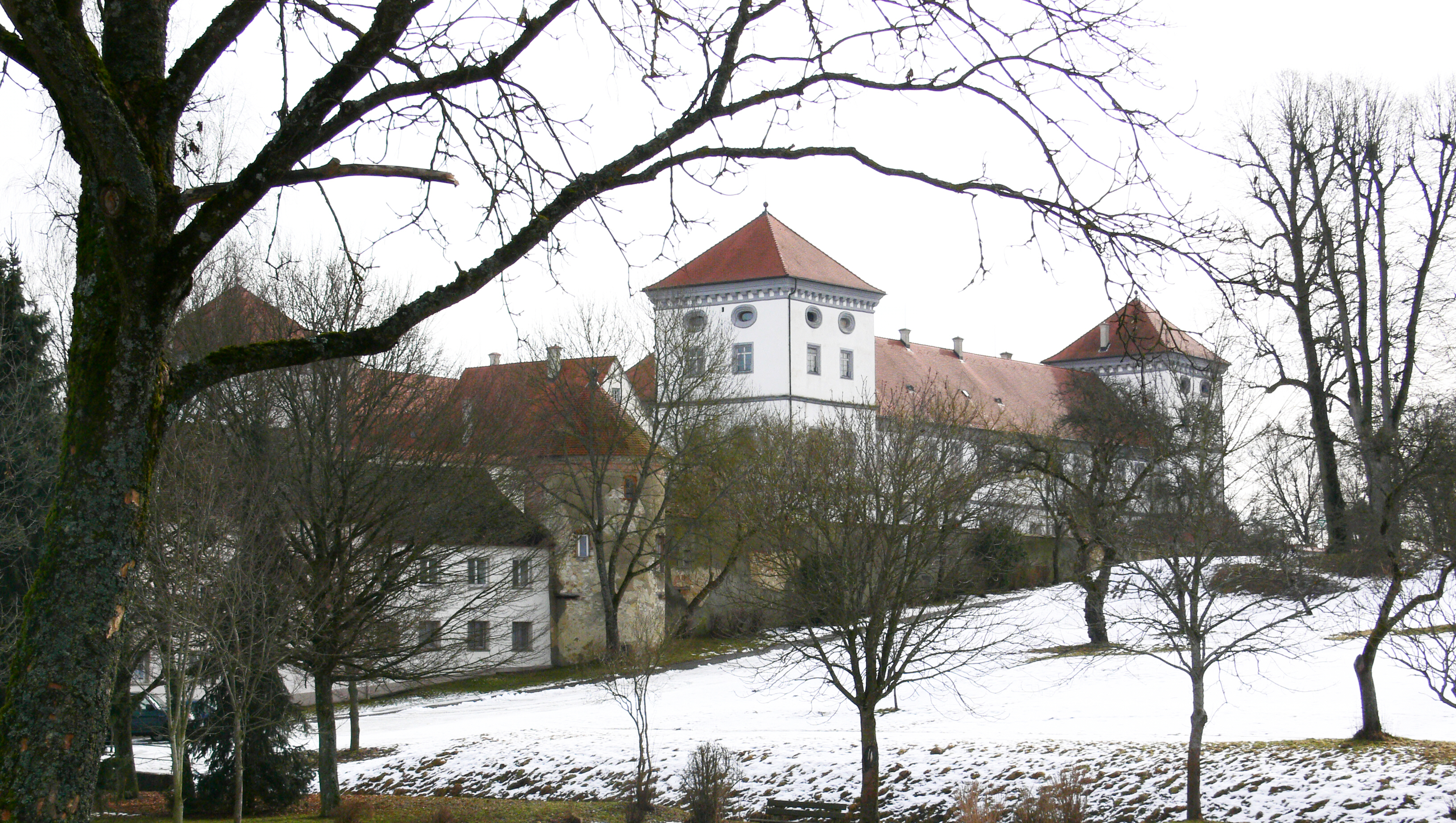
Das Meßkircher Schloss

Am 9. Mai 1557 legte er den Grundstein für den Schlossneubau in Meßkirch. Es sollte die erste vierflügelige Schlossanlage nach italienischem Vorbild in Süddeutschland sein. Im Frühjahr 1558 ergänzte er dies mit der Anlage eines Obstgartens nach Heidelberger Vorbild. Am 8. Oktober 1558 wurde sein siebentes Kind geboren. Die Nachricht hierüber stellt den letzten Eintrag der Zimmerischen Chronik (ohne Nachträge) dar. Ab 1559 zog er sich aus allen öffentlichen Verpflichtungen zurück, besuchte dennoch den Reichstag in Augsburg.
Es ist zu vermuten, dass die Handschrift A ab dieser Zeit entstanden ist.
Der Beginn der Abfassung von Handschrift B wird auf 1565 datiert.
Im Winter 1565/66 unternahm er vermutlich eine Italienreise und erfüllte sich damit einen lang gehegten Wunsch aus Studientagen, als ihm ein Studium in Bologna vom Vater verwehrt worden war. Hinweise aus der Chronik belegen Aufenthalte in Venedig und in Rom.
Am 27. November 1566 verstarb er, vermutlich in Meßkirch.